# Rhein-Weser-Turm

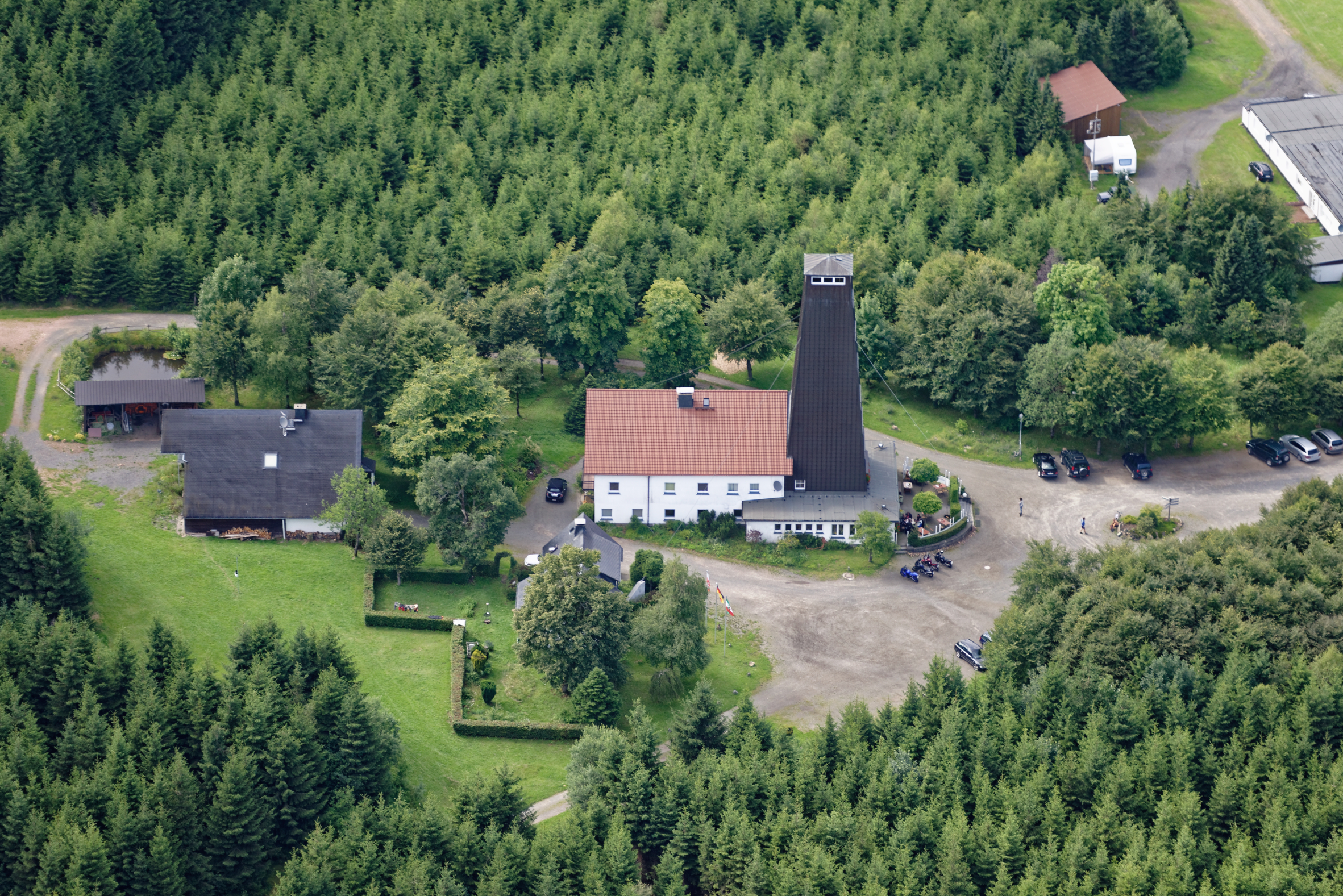
Luftbild Rhein-Weser-Turm

Der Rhein-Weser-Turm nahe Oberhundem im nordrhein-westfälischen Kreis Olpe ist ein auf etwa 680 m ü. NHN Höhe gelegener, 24 m hoher Aussichtsturm auf einem Südausläufer des Stengenbergs (706,5 m ü. NHN) im Rothaargebirge. Im Erdgeschoss des Turms befindet sich eine Gaststätte.
Rhein-Weser-Turm ist auch der Name des hiesigen Weilers der Gemeinde Kirchhundem mit 14 Einwohnern.

## Geographie

### Lage
Der Rhein-Weser-Turm steht im Rothaargebirge im Gemeindegebiet Kirchhundems etwa 7,7 km (Luftlinie) ostsüdöstlich vom Kernort zwischen den Ortsteilen Oberhundem im Nordwesten und Rüspe im Südosten. Im Naturpark Sauerland-Rothaargebirge befindet er sich 245 m nordnordöstlich eines bewaldeten Südausläufers (685,1 m ü. NHN; ⊙) des Stengenbergs (706,5 m), der wiederum rund 850 m ostnordöstlich des Westerbergs (662,1 m) liegt, auf etwa 680 m Höhe.

### Rhein-Weser-Wasserscheide
Vorbei am Rhein-Weser-Turm und damit über den Westerberg verläuft die Rhein-Weser-Wasserscheide: Das Wasser aller Fließgewässer, wie die Lütke Rinsecke und Rinsecke, die vom Westerberg etwa nordwestwärts fließen, erreicht durch die Hundem, Lenne und Ruhr den Rhein. Dementgegen fließt jenes der Bäche, die etwa in südöstliche Richtungen verlaufen, wie die etwa 700 m südwestlich des Turms entspringende Röspe (größtenteils auch Schwarzbach genannt), durch die Eder und Fulda in die Weser.

## Geschichte

### Bauzeit und Turmdaten
Ursprünglich als Schutzhütte für Waldarbeiter, Kirchgänger, Wanderer und Skifahrer unweit einer kurz vorher errichteten Skisprungschanze (damals „Skibahn“ genannt) gedacht, entwickelte sich rasch die Idee zur Errichtung eines Aussichtsturms.
Der Rhein-Weser-Turm wurde 1932 während einer Arbeitsbeschaffungsmaßnahme in 77 Tagen errichtet. Seine Eröffnung wurde am Tag der Fertigstellung am 21. August 1932 mit viel Prominenz und unter großer Teilnahme der Bevölkerung gefeiert.
Der verfensterte Holzturm hat einen quadratischen Grundriss mit massivem Sockel aus ortsüblichem Porphyrgestein. Seine innere Konstruktion aus 4 Fichtenstämmen mit verbretterter Außenhaut verjüngt sich nach oben von 9,20 m × 9,20 m (84,64 m²) auf 4 m × 4 m (16 m²). Der achtstöckige Turm hat 113 Stufen aus Buchenholz, von denen 60 Stück 2005 erneuert wurden. Zur Erhöhung der Stabilität ist der Turm von den Ecken der 6. Etage mit vier Stahltrossen schräg nach außen verspannt.

### Zweiter Weltkrieg und Nachkriegszeit
Ab 1943 wurde der Turm als Waldbrand-Beobachtungsstation genutzt und war für den allgemeinen Besucherverkehr gesperrt.
Nachdem am 6. April 1945 amerikanische Verbände den Rhein-Weser-Turm ohne nennenswerten Widerstand einnehmen konnten, wurde dort eine Artilleriebeobachtungsstelle eingerichtet. Das weitere Vorrücken auf den nahegelegenen Ort Oberhundem am Morgen des 7. April geriet zur Katastrophe. Von einer gegenüberliegenden Anhöhe wurden die über die „Skibahn“ auf Oberhundem vorrückenden amerikanischen Truppen von leichten deutschen Flak-Geschützen unter Feuer genommen. 400 (nach anderen Angaben sogar 650) amerikanische Soldaten sollen zu Tode gekommen sein. Schwerer Artilleriebeschuss und Luftangriffe auf Oberhundem, bei denen weitere 25 deutsche Soldaten und 24 Zivilisten den Tod fanden und große Teile des Ortes zerstört wurden, waren die Folge dieser Aktion.
Kriegsschäden blieben in der direkten Nachkriegszeit zunächst unrepariert und eindringendes Wasser richtete zusätzlich Schäden an. 1949 wurde der vom Einsturz bedrohte Turm mit Hilfe von Spenden und Landeszuschüssen saniert.
1956 ging der Aussichtsturm in Privatbesitz über und wurde bis zum Jahr 2000 von den Eigentümern und später ihren Kindern bewirtschaftet.

### Entwicklungen seit 2000
Ende 2000 stand ein weiterer Eigentümerwechsel an. Der Rhein-Weser-Turm ging in den Besitz der aus dem benachbarten Heinsberg stammenden Familie Schwermer über. In den folgenden Monaten renovierten und erweiterten sie und der neu gegründete Verein der Freunde und Förderer des Rhein-Weser-Turmes e. V. die Gasträume umfassend und der Turm erhielt eine kupferne Verkleidung. In dieser Zeit wurde der Turm in die Denkmalliste der Gemeinde Kirchhundem aufgenommen und in der Gaststätte wurde ein Trauzimmer des Standesamtes Kirchhundem untergebracht. Zusätzlich wurde ein Wanderhotel, zertifiziert als Qualitätsbetrieb Rothaarsteig, im ehemaligen Stallgebäude des Turmes eingerichtet.
Den Jahrhundertsturm „Kyrill“ am 18. Januar 2007 überstand der Rhein-Weser-Turm unbeschadet. Im gleichen Jahr zu den Jubiläumsfeierlichkeiten zum 75. Jahrestag der Eröffnung am 21. August 2007 wurde das „Kreuz der Wanderer“ vom heimischen Künstler Pater Leo Jahn entworfen, gestaltet und geweiht.
Im Zuge des trockenen Sommers fiel die seit den 1950er Jahren genutzte Meinscheid-Quelle, die etwa 800 Meter vom Rhein-Weser-Turm entfernt liegt, trocken, so dass der Gaststätte Trinkwasser aus anderen Quellen per Tankwagen geliefert werden musste. Ein Jahr später wurde daraufhin ein neuer Brunnen angelegt, der Wasser aus einer anderen Quelle in 84 Metern Tiefe bezieht. Seit 2019 verleiht der Rhein-Weser-Turm-Verein die Auszeichnung „Türmer des Jahres“.
Der Rhein-Weser-Turm wird zurzeit im Jahresdurchschnitt von etwa 10.000 Besuchern erklommen.

## Aussichtsmöglichkeit
Von der Aussichtsplattform des Rhein-Weser-Turms, die allseitig unter den Fenstern mit Orientierungstafeln versehen ist, bietet sich auf knapp 704 m Höhe ein Panorama über Teile von Rothaargebirge und Sauerland sowie unter anderem auch zu diesen Sichtzielen (im Uhrzeigersinn) – mit Höhe in Meter (m) über Normalhöhennull (NHN):
In Richtung Norden schaut man zum Kahleberg (710,8 m) und vorbei an diesem zu den nordöstlich von Lennestadt bei Saalhausen gelegenen Saalhauser Bergen (bis 688,5 m). Im Nordosten schließt sich vorbei an der Hohen Hessel (743,6 m) blickend der Härdler (756,3 m) an. Östlich liegt der Große Kopf (740,3 m), etwas südlich davon das Loh (674,5 m) und im Tal jenseits davon Bad Berleburg. Südöstlich reicht der Blick in das Hessische Bergland bis zur Sackpfeife (673,5 m) bei Biedenkopf.
Südlich schließt sich der Riemen (677,7 m) an. Nach Südwesten schaut man zum beim weit entfernten Kreuztal gelegenen Kindelsberg (618,1 m), auf dem der Aussichtsturm Kindelsbergturm steht. Viel näher in dieser Richtung liegen der Eggenkopf (647,3 m), wo sich der Panorama-Park Sauerland Wildpark befindet, und jenseits davon der Milsenberg (669,8 m). Westlich erhebt sich im Bilsteiner Land die jenseits von Kirchhundem gelegene Hohe Bracht (587,7 m) mit einem Aussichtsturm und etwas rechts davon ist im Nordwesten das Ebbegebirge auszumachen. Im Nordnordwesten sind jenseits von Hundem- und Lennetal sowie des Ilbergs (621 m) erneut die Saalhauser Berge zu erkennen; somit schließt sich der Sichtkreis.

## Verkehr und Wandern
155 m nordöstlich vorbei am Turm führt die Landesstraße 553, die dort maximal 673,4 m Höhe erreicht, von 1881 bis 1884 als „Hundem-Eder-Provinzialstraße“ erbaut wurde und kurvenreich Oberhundem über Rüspe (beide zu Kirchhundem) mit Röspe (zu Erndtebrück) verbindet. Am Turm kreuzen sich der Rothaarsteig, Wilhelm-Münker-Weg und Christine-Koch-Weg. Etwa 1,5 km (Luftlinie) westsüdwestlich des Turms liegt der Freizeitpark Panorama-Park Sauerland Wildpark.